# Znak nawigacyjny

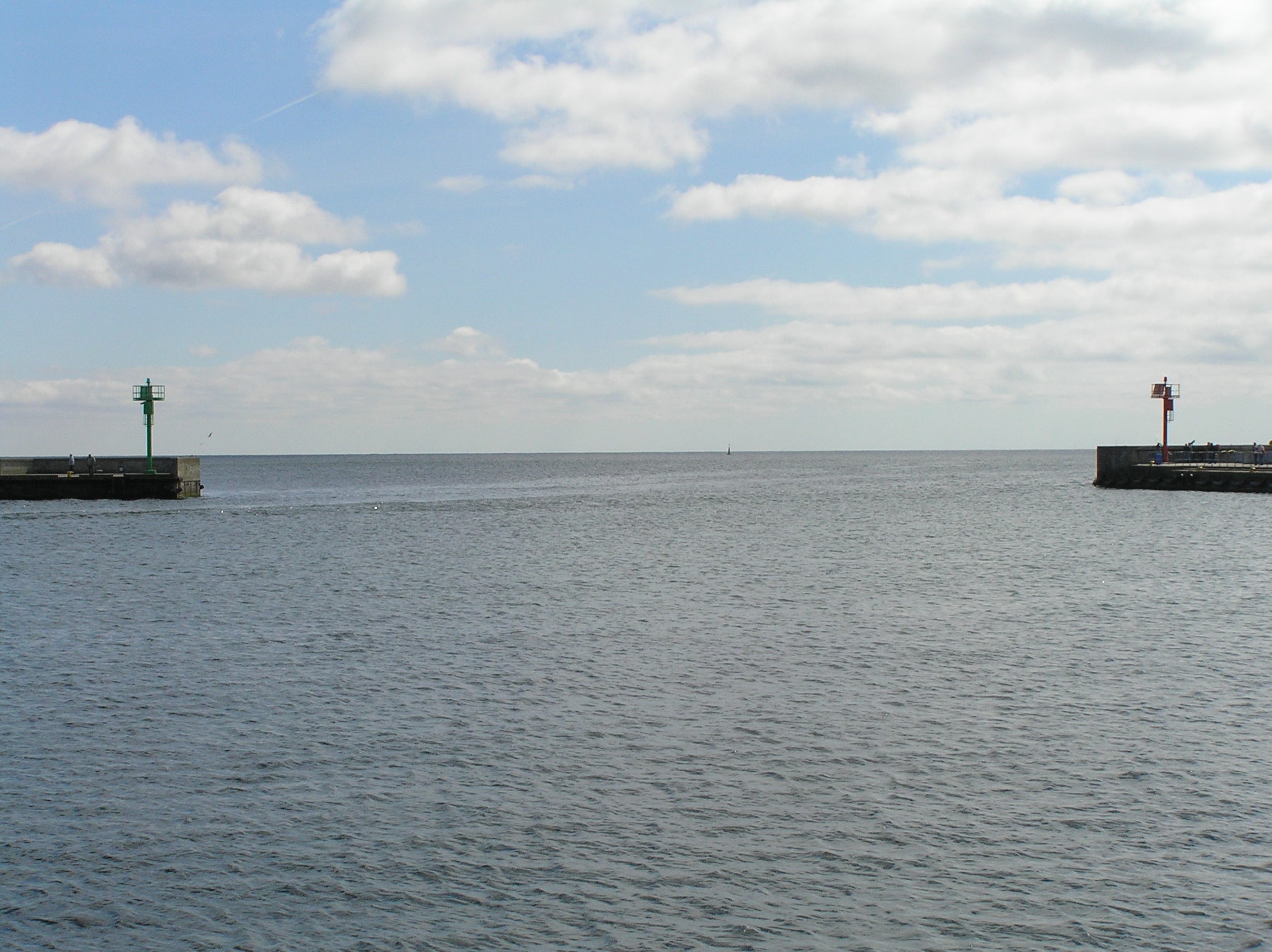
Znaki w główkach Portu Hel wraz z widoczną w tle pławą kardynalną HL–S

Znak nawigacyjny – rodzaj urządzenia lub budowli, które zostały ustawione w celu wskazywania bezpiecznej drogi wszelkim uczestnikom ruchu wodnego lub lotniczego. Aby dany obiekt był uznawany za znak nawigacyjny, musi być on oznaczony na mapie nawigacyjnej oraz opisany w pomocach nawigacyjnych (np. locja).

## Zastosowanie
Jako znaki nawigacyjne wykorzystuje się wyraźne, łatwe do rozpoznania obiekty wykonane przez człowieka lub naturalne, które m.in. warunkują bezpieczną żeglugę poprzez odpowiednie oznakowanie mielizn, wraków i innych przeszkód nawigacyjnych oraz wyznaczenie torów wodnych o wystarczającej głębokości, ułatwiających pokonywanie wąskich przejść czy podejść do portu. Często wykorzystywane są również do wyodrębnienia pewnych rejonów zamkniętych dla żeglugi.
Zasady i sposoby oznakowania nawigacyjnego polskich obszarów morskich reguluje Rozporządzenie Ministra Transportu, Budownictwa i Gospodarki Morskiej.
Na polskich obszarach stosuje się Oznakowanie Morskie System IALA (Region A).
Często jako znaki nawigacyjne wykorzystuje się też obiekty zbudowane z myślą o innym przeznaczeniu, lecz dobrze widoczne z morza i łatwe do zidentyfikowania, jak: kościoły, wysokie kominy, wieże, maszty, charakterystyczne budynki, a także obiekty naturalne (np. górskie szczyty, klify, przełęcze).
Dla lotnictwa znakami nawigacyjnymi są radiolatarnie, światła na kominach itd.

## Rodzaje znaków nawigacyjnych
Ze względu na konstrukcję wyróżniamy dwa rodzaje znaków: stałe — usytuowane na lądzie lub wbudowane w dno z częścią wystającą ponad wodę (tyki, nabieżniki, latarnie morskie, stawy), i pływające — zakotwiczone w określonych miejscach (pławy, latarniowce).
System IALA przewiduje sześć rodzajów znaków, które mogą być stosowane w różnych kombinacjach:
- znaki boczne – służące do oznaczania prawej i lewej strony toru wodnego;
- znaki kardynalne – wskazują, że najgłębsza woda występuje po stronie nazwy znaku;
- znaki odosobnionego niebezpieczeństwa – umieszczane są bezpośrednio nad małymi przeszkodami wokół których woda jest żeglowna;
- znaki bezpiecznej wody – wskazują, że woda wokół znaku jest żeglowna, lecz nie oznaczają niebezpieczeństwa;
- znaki specjalne – ich zadaniem jest wskazanie specjalnego rejonu lub obiektu, o których informują mapy lub inne odpowiednie dokumenty i publikacje nautyczne;
- znaki tymczasowej pławy wrakowej – tymczasowy znak nawigacyjny określający położenie nowego wraku, który nie został jeszcze objęty innymi znakami nawigacyjnymi.

Podział ze względu na rolę oznakowania:
- znaki namiarowe – umożliwiające określenie pozycji jednostki na akwenie;
- znaki ostrzegawcze – wskazują niebezpieczeństwa nawigacyjne;
- znaki graniczne – wskazują granice akwenów.